# Wielka Synagoga w Połtawie
Wielka Synagoga w Połtawie – bóżnica mieszcząca się w Połtawie przy ul. Gogola 6 (Hohola 6).
Została zbudowana w 1850 roku według projektu Awrosimowa w stylu eklektycznym z elementami klasycyzmu. Elewacje zdobiły boniowane pilastry i półkoliste okna, budynek był zaprojektowany na planie prostokąta. 
W latach trzydziestych XX wieku została zamknięta i przeznaczona pod pałac pionierów. Od 1941 roku mieści szkołę medyczną.